# Carl Edvard Bladh
Carl Edvard Bladh, född 13 mars 1790 i Stockholm, död där 6 april 1851, var en svensk handelsman och reseskildrare. Han var son till Peter Johan Bladh och brorson till Anders Blad. Hans föräldrar var bosatta i Finland.
Bladh blev student vid Kungliga Akademien i Åbo 1805 och vistades vid universitetet då kriget utbröt 1808. Bladh hade för avsikt att gå ut i kriget som frivillig då han av sin far som såg pessimistiskt på möjligheterna till militärt försvar och i stället uppmanade sonen att återvända till familjegården Benvik. De undvek att skriva under den trohetsed som ryssarna avfordrade befolkningen men hoppades genom att inte aktivt delta i motståndet kunna undgå repressioner. I juni 1808 inleddes dock bondeupproret i Österbotten och sedan bönderna besegrats ryckte kossacker 20 juli fram till Benvik, plundrade gården och brände uthusbyggnaderna samt tillfångatog Bladh och hans far som fängslades och misshandlades innan de i september slutligen fick återvända till Benvik. Efter kriget avslutade Bladh sina akademiska studier och inträdde vid ämbetsbanan som auskultant i Vasa hovrätt 1810. Genom misshandeln hade han dock ådragit sig ohälsa och Bladh sökte kurera sig i ett varmare klimat. 1821 tog han tjänst som bokhållare hos en fransk köpman i Santiago de Chile varifrån han 1827 flyttade till Valparaiso och därifrån till Buenos Aires 1828. Efter ytterligare några år i Sydamerika återvände Bladh och slog sig ned i Stockholm där han verkade som grosshandlare. Här utgav Bladh ett par reseskildringar från sin tid i Sydamerika, Republiken Chile åren 1821—1828 (1837) och Resa till Montevideo och Buenos Ayres, jemte beskrifning öfver Plata-floden och de förenta provinserna af samma namn, Paraguay, Misiones och republiken Oriental del Uruguay eller Cisplatina (1839). Senare utgav han även sina minnen från finska kriget, Minnen från finska kriget åren 1808—1809 (1849).